# Lisa Gherardini
Lisa Gherardini (Florencia, 15 de junio de 1479-Florencia, 15 de julio de 1542), también conocida como Lisa del Giocondo, Lisa di Antonio María (Antonmaria) Gherardini, Lisa, o Mona Lisa, fue una noble florentina perteneciente a la familia Gherardini, originaria de la región de Toscana, en Italia. Su nombre fue adjudicado al retrato Mona Lisa (también conocido como La Gioconda) del cual fue modelo, y que había sido encargado por su esposo y pintado por Leonardo da Vinci durante el Renacimiento italiano.
Hay muy pocos detalles sobre la vida de Lisa; se sabe que nació en Florencia y contrajo matrimonio durante su adolescencia con un mercader de telas y seda que, años después, se convirtió en un funcionario local. Tuvo cinco hijos y mantuvo una vida de clase media acomodada y ordinaria. El esposo de Lisa era considerablemente mayor que ella, acorde con la época. 
Siglos después de la muerte de Lisa, La Gioconda se convirtió en la pintura más famosa del mundo y en un Icono cultural separado de la vida de la Lisa histórica, la mujer. La atención de coleccionistas y eruditos del arte hizo que esta obra pictórica se convirtiera en un cuadro reconocido internacionalmente, así como en una importante inspiración a nivel comercial. Aunque desde el siglo XVI existen testimonios que vinculan a Lisa Gherardini con la mujer retratada en la pintura de Leonardo, no ha sido sino hasta comienzos del siglo XXI cuando se ha confirmado con certeza dicha relación.

## Biografía

### Infancia y juventud

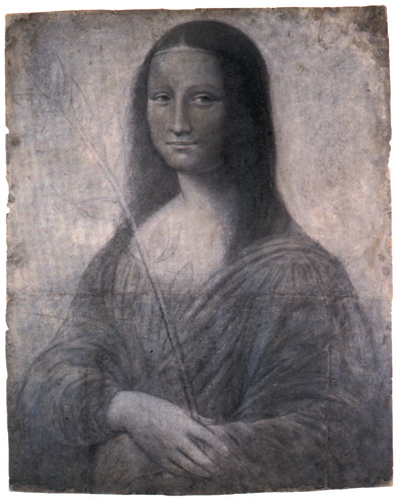
Otra perspectiva de Lisa, un bosquejo de la Mona Lisa atribuido a Leonardo.

Durante la época del Quattrocento, Florencia se encontraba entre las ciudades más grandes de Europa y era considerada una localidad rica y económicamente exitosa. No obstante, la vida no era «idílica» para todos los residentes, entre los cuales había una amplia disparidad de riqueza. La familia de Lisa pertenecía a la aristocracia y tenía un linaje antiguo, pero con el tiempo había perdido toda su influencia. Los Gherardini no eran ricos, aun así mantenían un nivel acomodado, y subsistían de una renta agraria. 
Antonimaria (o Antonio Maria) di Noldo Gherardini, el padre de Lisa, perdió dos esposas, Lisa di Giovanni Filippo de Carducci, con quien se casó en 1465, y Caterina Rucellai, con quien se casó en 1473. Ambas murieron durante el parto. La madre de Lisa fue Mona Lucrezia del Caccia, hija de Piera Spinelli y Galeotto del Caccia, que se convirtió en la tercera esposa de Gherardini en 1476. En algún momento Gherardini logró poseer o alquilar seis granjas en la región de Chianti que producían trigo, vino, aceite de oliva, además de criar ganado.
Lisa nació en Florencia el 15 de junio de 1479 en una casa ubicada en Via Maggio, si bien se creyó por mucho tiempo que había nacido en una de las propiedades rurales de su familia llamada Villa Vignamaggio, en las afueras de Greve. Se le bautizó con los nombres Lisa y Camilla, el primero en homenaje a su abuela paterna. Era la mayor de siete hijos, tenía tres hermanas, de las cuales una se llamaba Ginevra, y tres hermanos llamados Giovangualberto, Francesco y Noldo.
La familia vivía originalmente en Florencia cerca de la iglesia de la Santa Trinidad, aunque posteriormente arrendaron un lugar próximo a la basílica del Santo Spirito, posiblemente debido a que no podían pagar las reparaciones de su antigua casa. Tiempo después se mudaron a una vivienda en lo que hoy en día se conoce como Via dei Pepi —antiguamente Via de' Buonfanti—, cerca de la basílica de Santa Cruz, donde residieron en la proximidad de Ser Piero Da Vinci, el padre de Leonardo. También poseían una casa de campo en San Donato, en la villa de Poggio, aproximadamente a 32 kilómetros al sur de la ciudad. Noldo, abuelo paterno de Lisa, dejó como herencia al Hospital de Santa Maria Nuova la granja de Chiesimone ubicada en Reggello. Antonmaria cumplió el último deseo de su padre y entregó la propiedad de Chiesimone. Al mismo tiempo firmó un contrato de arrendamiento de una de las granjas del hospital ubicada en Panzano, cuya cercanía a sus tierras le era favorable, puesto que le permitió supervisar la cosecha de trigo, además de que su familia pudo hospedarse ahí durante los veranos en una casa llamada Ca' di Pesa.

### Matrimonio y madurez

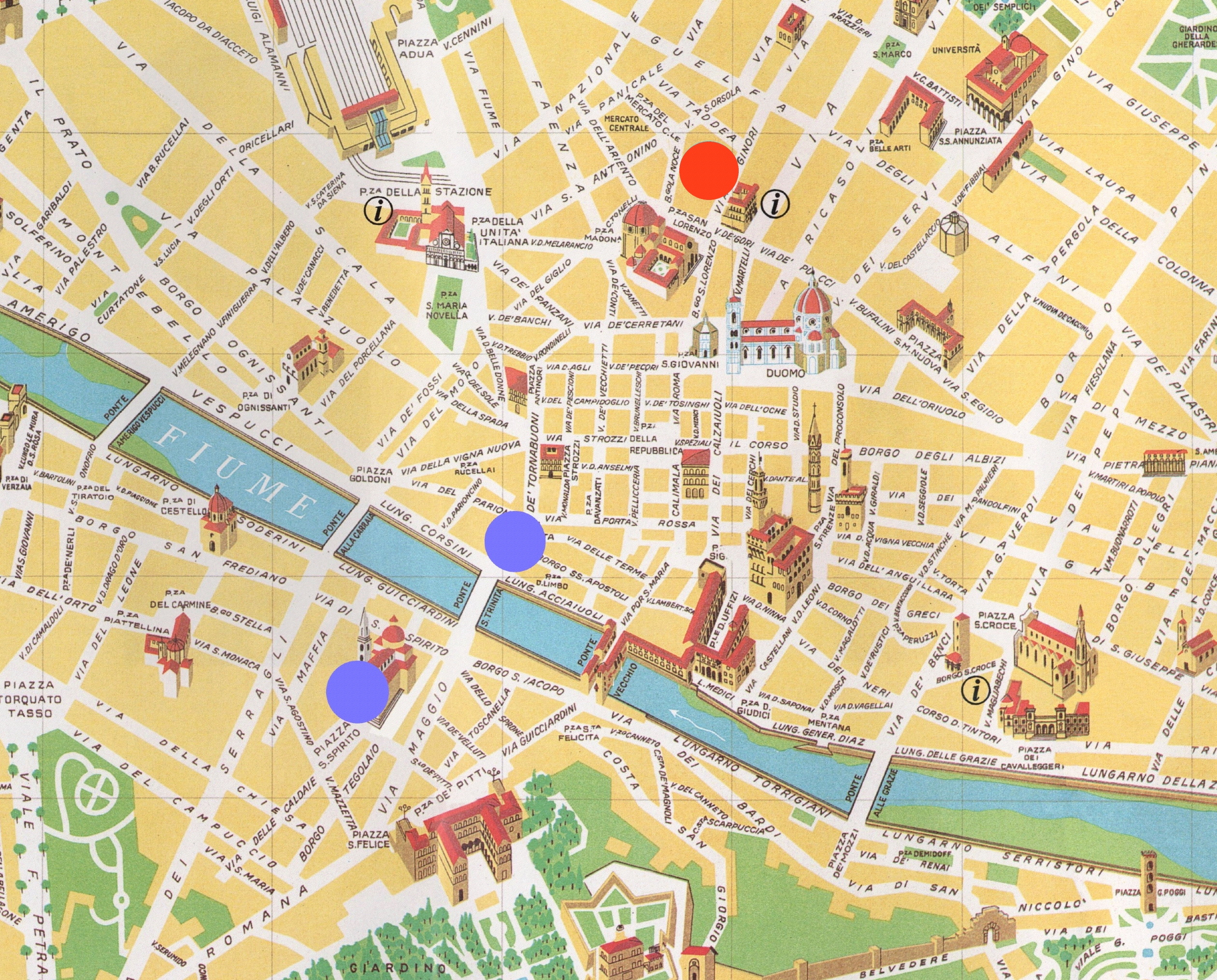
Centro de Florencia. Francesco y Lisa vivieron en Via della Stufa (rojo), aproximadamente 1 km al norte del río Arno. Los padres de Lisa vivían más próximos al río, primero en el norte y después en el sur (púrpura).

El 5 de marzo de 1495, a los quince años de edad, Lisa contrajo matrimonio con Francesco di Bartolomeo del Giocondo, convirtiéndose así en la segunda esposa de un mercader de textiles y seda modestamente exitoso. La dote de Lisa consistió en 170 florines y la granja de San Silvestro, cercana a la casa de campo de su familia, lo que da pie a conjeturar que los Gherardini no eran ricos en ese momento y que ella y su marido se amaban. La propiedad se encontraba entre Castellina in Chianti y San Donato in Poggio, cerca de dos granjas que pertenecerían años después a Miguel Ángel. La pareja no se encontraba ni entre los más pobres ni los más ricos de Florencia, sino que más bien mantenían una vida de clase media. Si bien el matrimonio de Lisa aumentó probablemente su estatus social, puesto que es factible que la familia de su esposo fuera más rica que su propia familia, se cree que él pudo haberse beneficiado del prestigio que poseía el apellido Gherardini. Ciertamente, la pareja habitó al principio en la vivienda familiar de los Giocondo, hasta que Francesco consiguió comprar la casa adyacente a la antigua residencia de su familia en Via della Stufa, el 5 de marzo de 1503. Se presume que Leonardo empezó a pintar el retrato de Lisa ese mismo año.
Lisa y Francesco tuvieron cinco hijos: Piero, Camilla, Andrea, Giocondo y Marietta, de los cuales cuatro nacieron entre los años 1496 y 1507. Lisa también crio a Bartolomeo, hijo de Francesco y su primera esposa, Camilla di Mariotto Rucellai, la cual falleció cuando su hijo tenía apenas un año de edad. La madrastra de Lisa, Caterina di Mariotto Rucellai, y la primera esposa de Francesco eran hermanas y ambas pertenecían a la destacada familia Rucellai. 
Al crecer, Camilla y Marietta se convirtieron en monjas católicas; la primera adoptó el nombre de sor Beatrice e ingresó en el convento de San Domenico di Cafaggio, donde fue confiada al cuidado de la hermana de Antonmaria, sor Albiera, y también bajo la custodia de las hermanas de Lisa, sor Camilla (acusada de no guardar la castidad y absuelta después de una escandalosa visita de cuatro hombres al convento) y sor Alessandra. Beatrice falleció a los 18 años y fue enterrada en la iglesia de Santa María Novella. Conjuntamente, Lisa desarrolló un vínculo cercano con el convento de Sant'Orsola, altamente respetado en Florencia y al cual se incorporó su hija Marietta en 1521. Marietta tomó el nombre de sor Ludovica y se convirtió en un miembro respetado del convento, donde alcanzó una posición de cierta influencia.
Por otra parte, Francesco ejerció cargos gubernamentales en Florencia. Fue elegido como uno de los doce miembros del Dodici Buonomini en 1499 y consiguió una posición en la Signoria en 1512, donde fue confirmado como Priori en 1524. Posiblemente mantuvo vínculos políticos y comerciales con la familia Médici, por lo que en 1512 el gobierno de Florencia, que temía el regreso de los Médici del exilio, encarceló a Francesco con una multa de 1000 florines. En septiembre, fue liberado, una vez que los Médici regresaron.

### Fallecimiento
De acuerdo con las fuentes de la época, Francesco murió a causa de la peste en 1538.
Lisa cayó enferma y fue llevada por su hija Ludovica al convento de Sant'Orsola, donde falleció cuatro años después, a la edad de 63. Según otras fuentes, Francesco vivió hasta los 80 años y murió en 1539, mientras que Lisa le sobrevivió hasta 1551 y falleció con 71 o 72 años.
El 17 de junio de 1539, Francesco devolvió en su testamento la dote a Lisa, le entregó su ropa personal y joyas y le aprovisionó con los bienes necesarios para su futuro. Asimismo confió el cuidado de Lisa a su hija Ludovica, y si ésta no lo podía cumplir, quedaba a cargo de su hijo Bartolomeo. Francesco escribió: 

«Item propter amorem et dilectionem dicti testatoris erga dictam dominam Lisam eius dilectam uxorem et attento qualiter se gessit prefata domina Lisa erga dictum testatorem ingenue et tanquam mulier ingenua; quapropter intendens prefatus testator providere ut post mortem dicti Francisci prefata domina Lisa pari modo aliquo habeat et ut subveniatur ei in eo quo opus esset...»
«Dado el afecto y amor del testador hacia Mona Lisa, su querida esposa; en consideración del hecho que Lisa siempre ha actuado como una esposa fiel y con espíritu noble (mujer ingenua); deseando que ella posea todo lo que necesite...»
Testamento de Francesco di Bartolomeo del Giocondo, 29 de enero de 1537.

## La Gioconda

Español: La Gioconda, inglés: Mona Lisa, italiano: La Gioconda, francés: La Joconde por Leonardo da Vinci, Museo del Louvre.

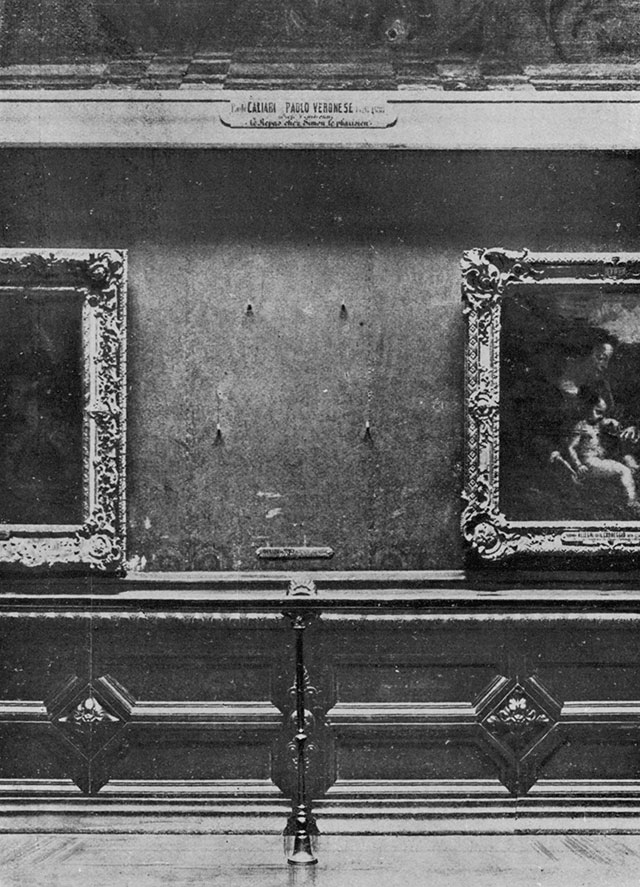
El robo de La Gioconda del Museo del Louvre en 1911 y sus viajes a Asia y América del Norte durante los años 1960 y 1970 contribuyeron a que la pintura alcanzara fama y se convirtiera en icono cultural.

Al igual que otros florentinos de su mismo estatus social, la familia Del Giocondo estaba conformada por algunos mecenas y amantes del arte. Bartolomeo, hijo de Francesco, comisionó a Antonio di Donnino Mazzieri que pintara un fresco en la tumba familiar, ubicada en la basílica de la Santísima Anunciada de Florencia. Asimismo, el artista Andrea del Sarto pintó una Madonna para otro miembro de la familia. Francesco comisionó un retrato de su esposa a Leonardo da Vinci junto a una pintura de Francisco de Asís delegada al pintor Domenico Puligo. Se cree que Francesco encargó el retrato de Lisa para celebrar el nacimiento de Andrea y la adquisición de la casa familiar.
La Gioconda o Mona Lisa cumplió con los requisitos artísticos del siglo XV y siglo XVI para representar a una mujer de virtud, debido a que Lisa es retratada como una fiel esposa a través de su postura, mientras su mano derecha reposa sobre su mano izquierda. Algunos historiadores del arte creen que sus prendas oscuras y el velo negro eran influencia de la moda española, y de este modo no representan el duelo por la muerte de su hija como creen otros expertos. El retrato es sorprendentemente grande (77 x 53 cm); su tamaño es similar a los encargos realizados por mecenas más ricos y poderosos, y esta extravagancia ha sido interpretada como una señal de las aspiraciones sociales de Francesco y Lisa.
Leonardo carecía de ingresos durante la primavera de 1503, razón por la cual aceptó realizar un retrato privado. Más tarde ese mismo año, tuvo que atrasar su trabajo en la Mona Lisa cuando recibió el pago para iniciar la obra La batalla de Anghiari, un encargo de más valor y que debía completar para febrero de 1505. Aunque no se sabe con certeza, algunos historiadores señalan que —alrededor de 1506— Leonardo dejó de trabajar en La Gioconda y partió hacia Milán. Posiblemente consideró que el retrato no estaba acabado como apunta Vasari; de hecho, en ningún momento recibió el pago por la obra y jamás se la entregó a su cliente. Leonardo viajó con sus pinturas durante el resto de su vida y es posible que completase la obra Mona Lisa muchos años después, en Francia. Se estima que culminó el retrato en 1516 sin otorgar un nombre a la obra.
El título Mona Lisa, con el que se conoce a la pintura, data del año 1550, fecha en la que Giorgio Vasari, allegado de algunos de los miembros de la familia de Francesco del Giocondo, escribió:

«Prese Lionardo a fare per Francesco del Giocondo il ritratto di mona Lisa sua moglie, e quattro anni penatovi, lo lasciò imperfetto».
«[Leonardo] hizo para Francesco del Giocondo el retrato de su mujer Mona Lisa y, a pesar de dedicarle los esfuerzos de cuatro años, lo dejó inacabado».

 Los títulos del retrato en italiano (La Gioconda), en francés (La Joconde) y en español (La Gioconda), representan el nombre de casada de Lisa. A lo largo de la historia se asignó el nombre de Lisa a por lo menos cuatro pinturas diferentes y su identidad a un mínimo de diez personas distintas. A finales del siglo XX, la pintura pasó a ser considerada un icono global, llegó a ser utilizada como referencia en más de 300 obras pictóricas y en 2.000 comerciales, y apareció, en promedio, cada semana en un nuevo anuncio.

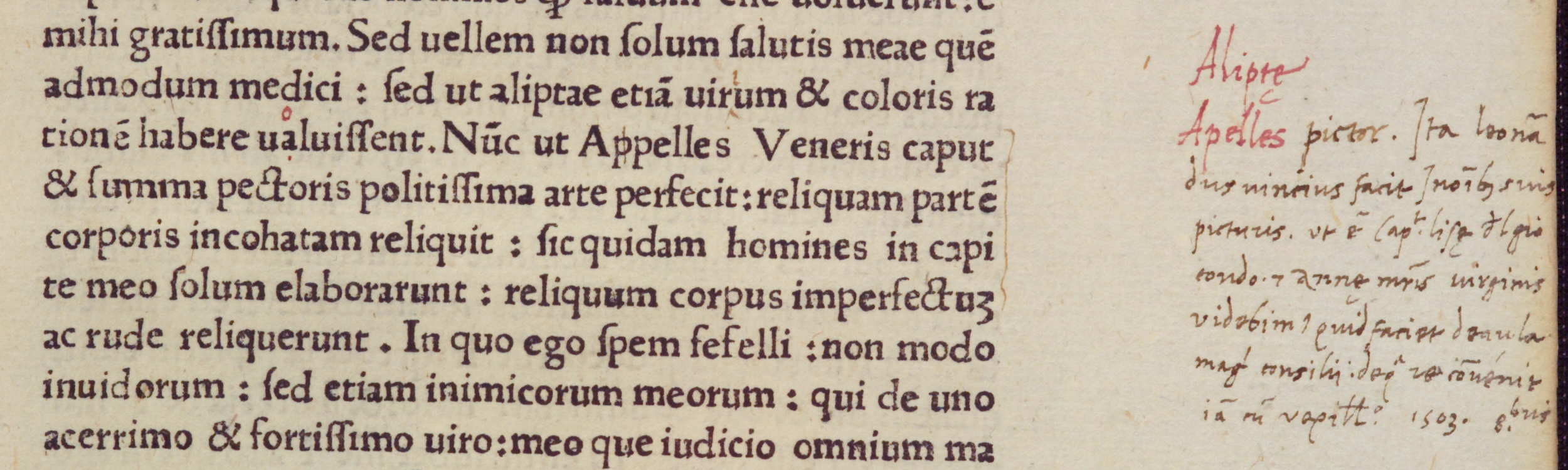
Nota de Agostino Vespucci en el margen de un libro, cortesía de la Universidad de Heidelberg.

En el año 2005, Armin Schlechter descubrió en la biblioteca de la Universidad de Heidelberg una nota de Agostino Vespucci en el margen de un libro que confirmaba con certeza la creencia tradicional de que la modelo del retrato era Lisa. En esta acotación, Vespucci, quien era un amigo cercano de Leonardo da Vinci, compara a Apeles, gran pintor de la Antigüedad, con Leonardo, y hace referencia a tres obras en las que estaba trabajando en esas fechas: el retrato de Lisa del Giocondo, otro de Santa Ana y el mural de La batalla de Anghiari. Esta pequeña anotación data de octubre de 1503, aproximadamente 47 años antes de las referencias realizadas por Giorgio Vasari. Además, el libro donde se realizó el comentario sobre la Mona Lisa pertenece al autor Marco Tulio Cicerón, y particularmente esta edición fue publicada en 1477. Los franceses han custodiado La Gioconda desde su adquisición por Francisco I de Francia, en el siglo XVI. Hoy en día, aproximadamente 6 millones de personas visitan cada año la pintura en el Museo del Louvre de París, donde es parte de la colección nacional francesa.